# Río Wabash
El río Wabash (del inglés: Wabash River) es un largo río del noreste de Estados Unidos, uno de los principales afluentes del río Ohio. Con una longitud de 764 km es uno de los 50 mayores ríos de los Estados Unidos y drena una cuenca de 103 500 km².
Administrativamente, el río discurre por los estados de Illinois —condados de Edwards, White, Crawford, Wabash y Lawrence—, de Indiana —condados de Huntington, Wabash, Cass, Fountain, Gibson, Posey, Knox, Sullivan, Vigo, Vermillion, Parke, Warren y Tippecanoe— y de Ohio (Mercer).
El río Wabash es el río del estado de Indiana, y tema de la canción del estado On the Banks of the Wabash, Far Away (A orillas del Wabash, lejos) de Paul Dresser.

## Historia

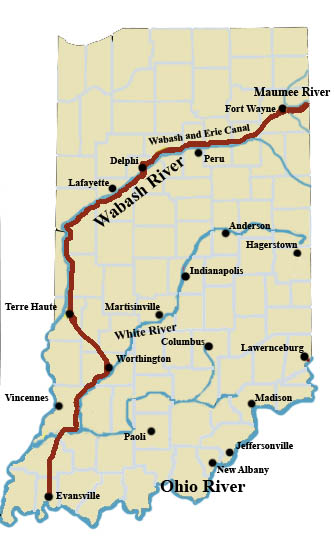
Mapa del canal Wabash-Erie, con 800 km, uno de los más largos del mundo

Cuando el glaciar Wisconsin se derritió hace 14.000 años, una parte de las aguas del deshielo formaron el proglacial lago Maumee, el antecesor del lago Erie. Finalmente, el deshielo sobrepaso una morrena glaciar ubicada cerca de Fort Wayne (Indiana) y drenó catastróficamente hacia el suroeste en el Maumee Torrent. El torrente talló el gran valle aluvial que utiliza el río Wabash hoy. 
El nombre «Wabash» es una transcripción inglesa del nombre francés para el río «Ouabache». Los comerciantes franceses llamaron al río según el nombre que los indios Miami daban al río, «waapaahšiiki», que significa «balnco que brilla». El nombre refleja la claridad del río en el condado de Huntington (Indiana), donde el fondo del río es de piedra caliza. Esta es una rareza histórica, ya que hoy en día el fondo del río ya no es visible debido a la contaminación agrícola del agua y la sedimentación. 
El río Wabash fue cartografiado y nombrado por los exploradores franceses del río Misisipí, incluyendo el tramo que ahora se conoce como el río Ohio. Aunque el río Wabash es hoy considerado como un afluente del Ohio, se consideró al revés hasta mediados de siglo XVIII. Esto se debe al hecho de que los comerciantes franceses viajaron de norte a sur, de Canadá hasta el Golfo de México, y el río de Ohio no fue considerada una importante ruta comercial hasta que Francia y Gran Bretaña comenzaron a luchar por el control del mismo, provocando la guerra franco-india. Durante 200 años, desde mediados del XVII hasta bien entrado el XIX, el río Wabash fue una de las principales rutas de comercio, que une Canadá, Quebec y los Grandes Lagos con el río Misisipi y Luisiana. 
Tres importantes batallas en la historia de los EE. UU. se disputaron cerca del río Wabash: la batalla de Vincennes (1779), la Derrota de Saint Clair (1791) y la batalla de Tippecanoe (1811); las dos últimas han sido denominadas la «Batalla del Wabash» (Battle of the Wabash). 
Entre 1832 y 1853 se construyó el canal Wabash-Erie, uno de los más largos del mundo (800 km). 
El 2 de julio de 2008, se informó de que después de las fuertes inundaciones, el río había cortado un nuevo canal. Este corte creó una nueva isla de 690 hectáreas en Mackey Bend. Esta isla es ahora la mayor de las islas del río Wabash.

## Geografía

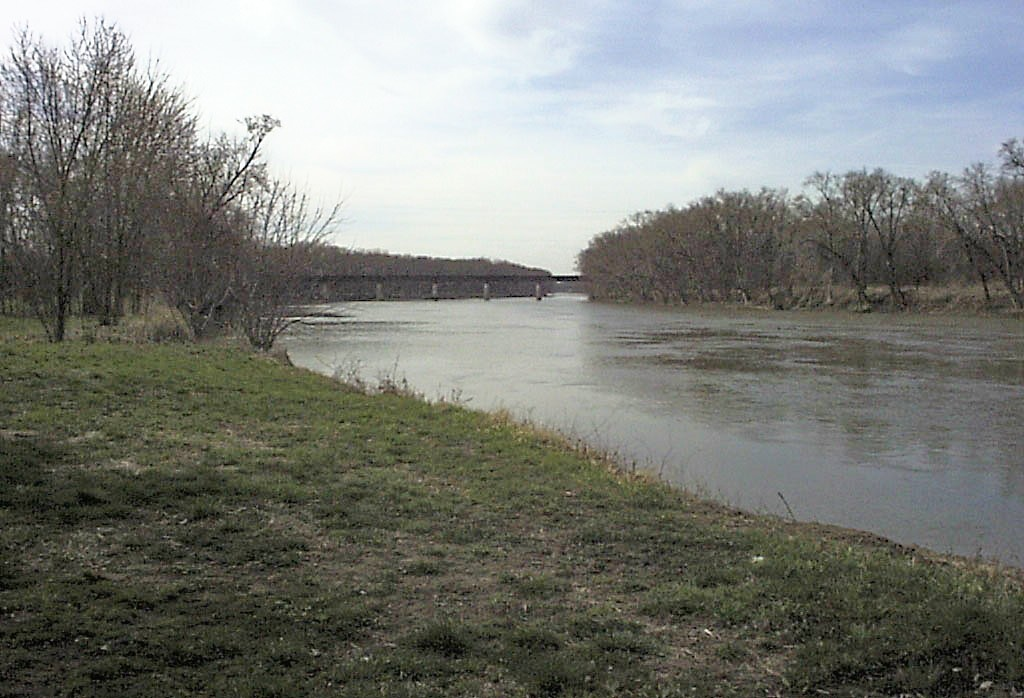
El río Wabash en Covington (Indiana).

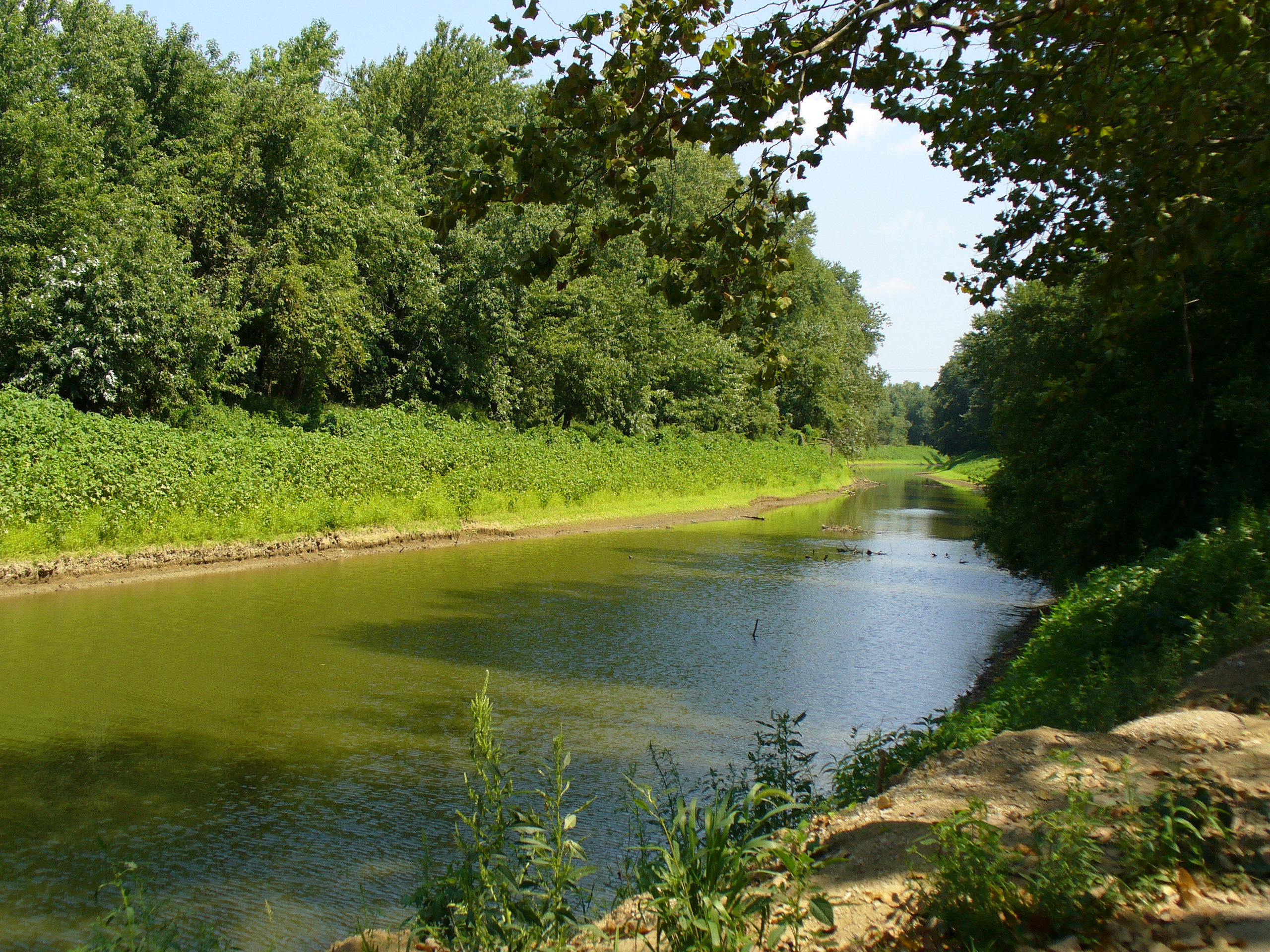
Una pequeña isla y refugio de aves acuáticas en el río Wabash, cerca de Monte Carmelo (Illinois).

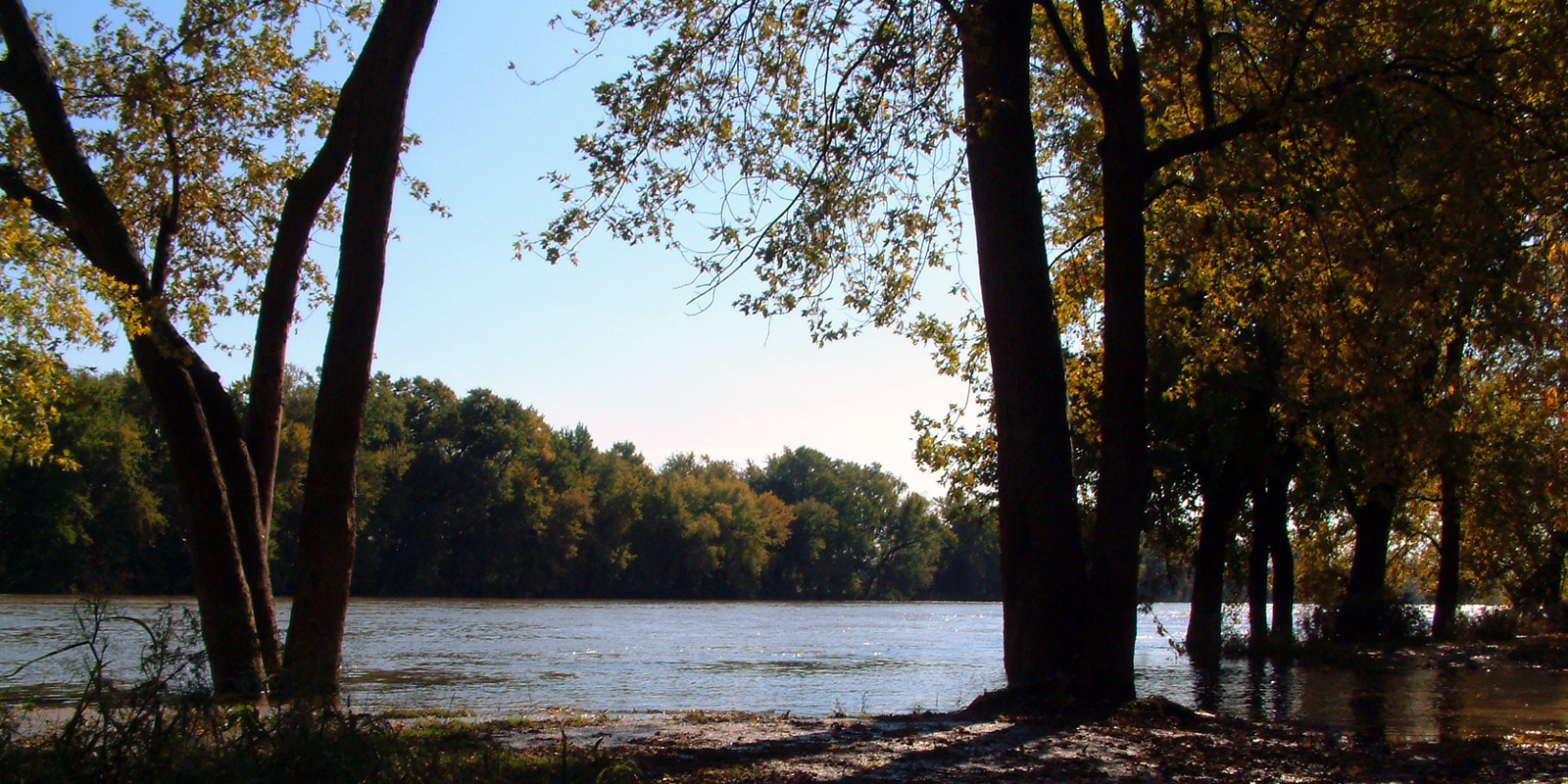
El río Wabash en Williamsport (Indiana).

El río Wabash nace al noroeste de Ohio, cerca de Saint Henry. Fluye en dirección Suroeste, atravesando el norte de Indiana y formando luego la frontera sur entre Illinois-Indiana, antes de desaguar en el río Ohio, del que es el mayor afluente proveniente del norte. Desde la presa cerca de Huntington, hasta su boca en el río Ohio, el río Wabash fluya libremente durante un tramo de 661 km, el tramo más largo de un río libre en los Estados Unidos al este del río Misisipi.
Un remanente de 133 hectáreas de bosques antiguos, que una vez bordearon el río Wabash, se puede encontrar en el parque estatal Beall Woods State Park, cerca de Mount Carmelo (Illinois). 

### Afluentes
Los principales afluentes del río Wabash, en sentido aguas abajo, son los siguientes (entre paréntesis, el estado o estados por los que discurren):
- Tramo en Indiana:

- río Little (Indiana), por la derecha, con una longitud de 36,4 km;
- río Salamonie (Indiana), por la izquierda, con una longitud de 135,8 km;
- río Mississinewa (Ohio e Indiana), por la izquierda, con una longitud de 160 km;
- río Eel (Indiana), por la derecha, con una longitud de 177 km;
- río Tippecanoe (Indiana), por la derecha, con una longitud de 362 km y una cuenca de 5060 km²;
- arroyo Wildcat (Indiana), por la derecha, con una longitud de 135 km;
- arroyo Big Pine (Indiana), por la derecha,  con una longitud de 82,6 km;
- río Vermilion (Illinois e Indiana), por la izquierda, con una longitud de 169,7 km (incluido el Middle Fork Vermilion, de 124 km);
- arroyo Sugar (Indiana), por la derecha, con una longitud de 150 km;
- río Big Raccoon (Indiana), por la derecha;

- Frontera Illinois-Indiana:

- río Embarras (Illinois), por la izquierda, con una longitud de 314 km y una cuenca de 6320 km², que tiene como afluente al  North Fork Embarras (103 km);
- río Blanco (White) (Indiana), por la derecha, el principal de los afluentes, con una longitud de 439 km y una cuenca de 14 890 km². A su vez, tiene como afluentes a los ríos East Fork (309 km), Flatrock (158 km) y Muscatatuck (86,4 km);
- río Patoka (Indiana), por la derecha, con una longitud de 269 km;
- río Little Vermilion (Illinois), por la izquierda, con una longitud de 95,9 km;
- río Little Wabash (Illinois), por la izquierda, con una longitud de 390 km y una cuenca de 5060 km², que tiene como afluente al río Skillet Fork  (158 km);

### Presas
El río Wabash está regulado por una presa operada por el Cuerpo de Ingenieros del Ejército de los Estados Unidos, cerca de Huntington, Indiana. La presa crea el embalse o lago de J. Edward Roush y sus alrededores son parte del parque estatal J. Edward Roush State Park.

### Ciudades y pueblos a lo largo del río Wabash
Muchas de las comunidades a lo largo del río Wabash se enumeran a continuación, secuenciadas desde el nacimiento del río hasta su final y los habitantes corresponden todos al censo de 2010. Se resaltan en negrilla las localidades de más de 10 000 habitantes.